# Izobraževanje v Baškortostanu
Izobraževalni sistem v Baškortostanu je del izobraževalnega sistema v Rusiji. Značilnost baškorostanskega je možnost študija v baškirskem in tatarskem jeziku ter učenje jezikov narodov narodnih manjšin v srednjih šolah: znatno število učencev, ki študirajo v ruskih jezikih.

## Izobraževanje v jezikih narodnih manjšin v srednjih šolah
Po navedbah Ministrstva za šolstvo v Baškortostanu so se šolarji leta 2000 poučevali štirinajst maternih jezikov. To so baškirski, ruski, tatarski, čuvaški, marijski, udmurtski, mordovski, nemški, latvijski, ukrajinski, beloruski, grški, judovski in poljski jezik.
Upoštevajoč potrebe republike po učiteljih maternih jezikov, so v Državnem pedagoškem inštitutu Birsk (danes podružnica Baškirske državne univerze) odprli oddelke za njihovo usposabljanje: za učitelje baškortskega jezika in književnosti leta 1996; za učitelje tatarskega jezika in književnosti leta 1995; za učitelje marijskega jezika in književnosti leta 1993.

### Izobraževanje vbaškirščini
Baškirski jezik je eden uradnih jezikov Baškortostana. Po letu 2010 se je število ur za preučevanje baškirskega jezika, literature, zgodovine in kulture Baškortostana v republiki v šolskih programih drastično zmanjšalo, zato je aktualno vprašanje razvoja baškirskih šol. Pod različnimi pretvezami zvezne oblasti se krepijo ruske šole, v katerih se, v nasprotju z baškirskimi šolami, vsi predmeti v njih seveda izvajajo v ruščini. Baškirski otroci, ki se učijo na ta način, nimajo možnosti, da bi preučevali svoj materni jezik, literaturo, zgodovino in kulturo ljudi.

### Izobraževanje vtatarščini
Od leta 2002 je bila srednja šola številka 84 preoblikovana v gimnazijo s tatarskim jezikom v učnem procesu. 

### Izobraževanje vmokšanščiniinerzjanščini
Od leta 2017 se je mordovski jezik preučeval v šestih šolah, strokovnjaki s tega področja pa se na šoli v Baškortostanu usposabljajo na podlagi večstranske visoke šole Sterlitamak.

### Izobraževanje varmenščini
Državna armenska šola v Ufi je bila ustanovljena z odlokom vodje mestne uprave Ufe leta 2001.

### Izobraževanje vhebrejščini
Judovska srednja šola v Ufi se je odprla leta 2003  s pridržki, da imajo omejen dostop tisti, ki niso Judje.